# Église Saint-Martin d'Aniche
L'église Saint-Martin est l'église principale de la ville d'Aniche dans le département du Nord. Dédiée à saint Martin, apôtre des Gaules, elle dépend du regroupement de paroisses Saint-Laurent-en-Ostrevant de l'archidiocèse de Cambrai.

## Histoire

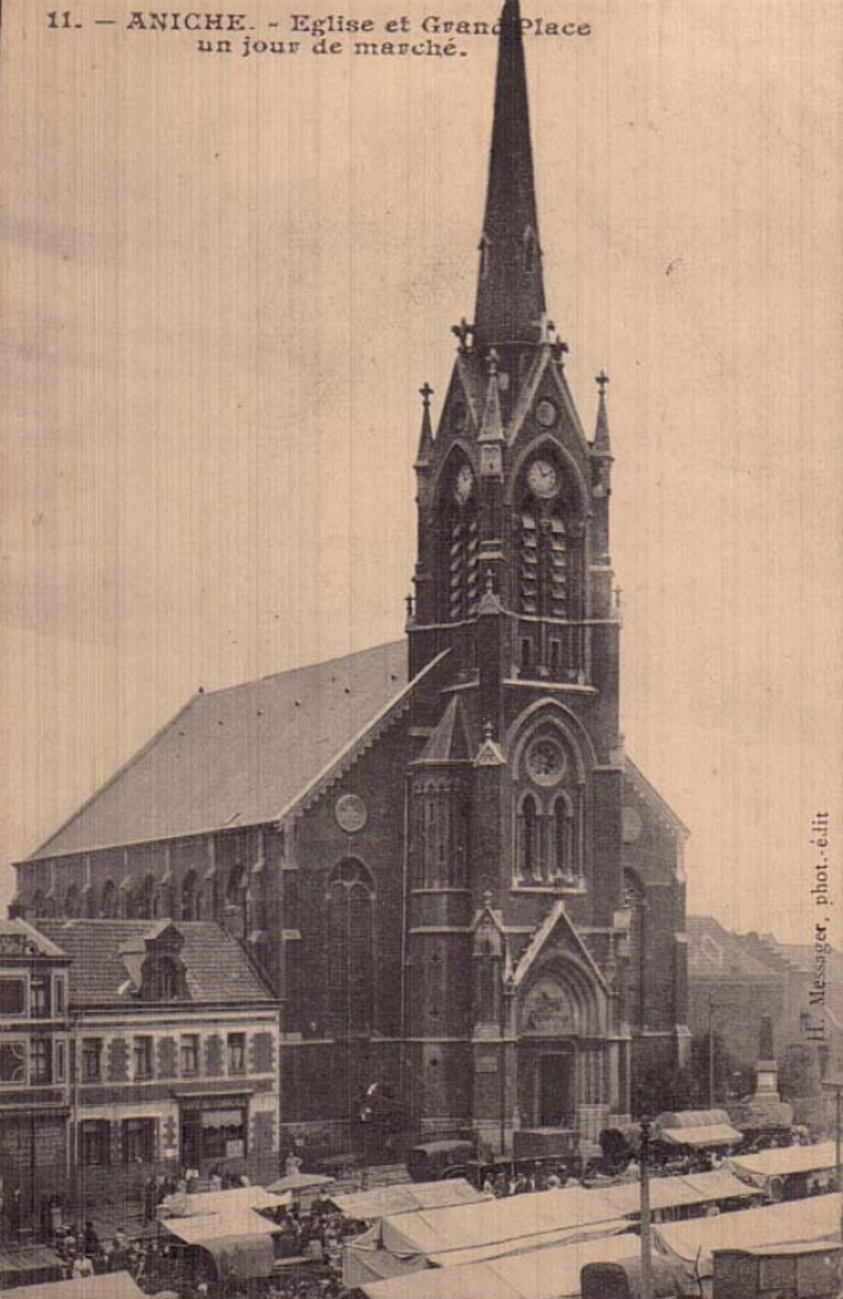
L'église avec sa flèche avant la guerre.

La première pierre de l'église est bénite le 13 avril 1857 par Mgr Régnier, archevêque de Cambrai, à l'emplacement de l'ancienne église dont les origines remontent à l'époque mérovingienne. L'église de briques est conçue selon les plans de Charles Leroy, selon les souhaits du chanoine Jules Lecocq, curé de la paroisse de 1852 à 1888, dont on retrouve le buste soulevé par des angelots : commandé par son successeur, l'abbé Aimé Coulomb, en 1890. et s'inspire du gothique du XIVe siècle. Elle est consacrée en 1859. Le clocher est bombardé par les Allemands en 1918 et la chute de la flèche provoque la destruction de l'orgue. Les trois nouvelles cloches sont baptisées en 1928. Un nouvel orgue à transmission mécanique construit à Bruxelles est inauguré en 1931. Dégradé à la fin des années 1970, cet orgue romantique est restauré dans les années 1990 et l'entreprise Brayé de Mortzwiller dans le Haut-Rhin lui rajoute six jeux en 2018.
L'église est réputée pour ses concerts de musique classique.

## Description
L'église néo-gothique de briques est sans transept et éclairée de chaque côté par six hautes verrières. Le clocher qui s'élance au-dessus du portail est flanqué d'une tourelle à quatre côtés ornée de colonnettes. Le tympan représente le partage du manteau de saint Martin entouré de feuilles de vigne.
À l'intérieur, le maître-autel néo-gothique béni en 1861 a été démantelé par le clergé à la suite de la réforme liturgique de 1969 et remplacé par une table d'autel en briques. Il subsiste toutefois des autels latéraux néo-gothiques en bois dignes d'attention, comme celui de la Vierge. La chaire de la fin du XIXe siècle a aussi été démantelée, ses statues ornent un mur.
Un ancien maire d'Aniche, Auguste-Louis Lanvin mort en 1817, est enterré dans la crypte, sous l'autel de la Sainte Vierge. Sa pierre tombale a été placée récemment sur le mur Nord de l'église à l'extérieur. Le buste en bois d'une sainte datant du XVIIIe siècle et restauré en 1978 a été dérobé par des cambrioleurs en novembre 2016 et n'a toujours pas été retrouvé, le buste de saint Martin et la statue de la Vierge à l'Enfant de la même époque sont, quant à eux, toujours en place. Un tableau reproduisant le Jésus de la divine miséricorde a été offert à l'église en 2013.

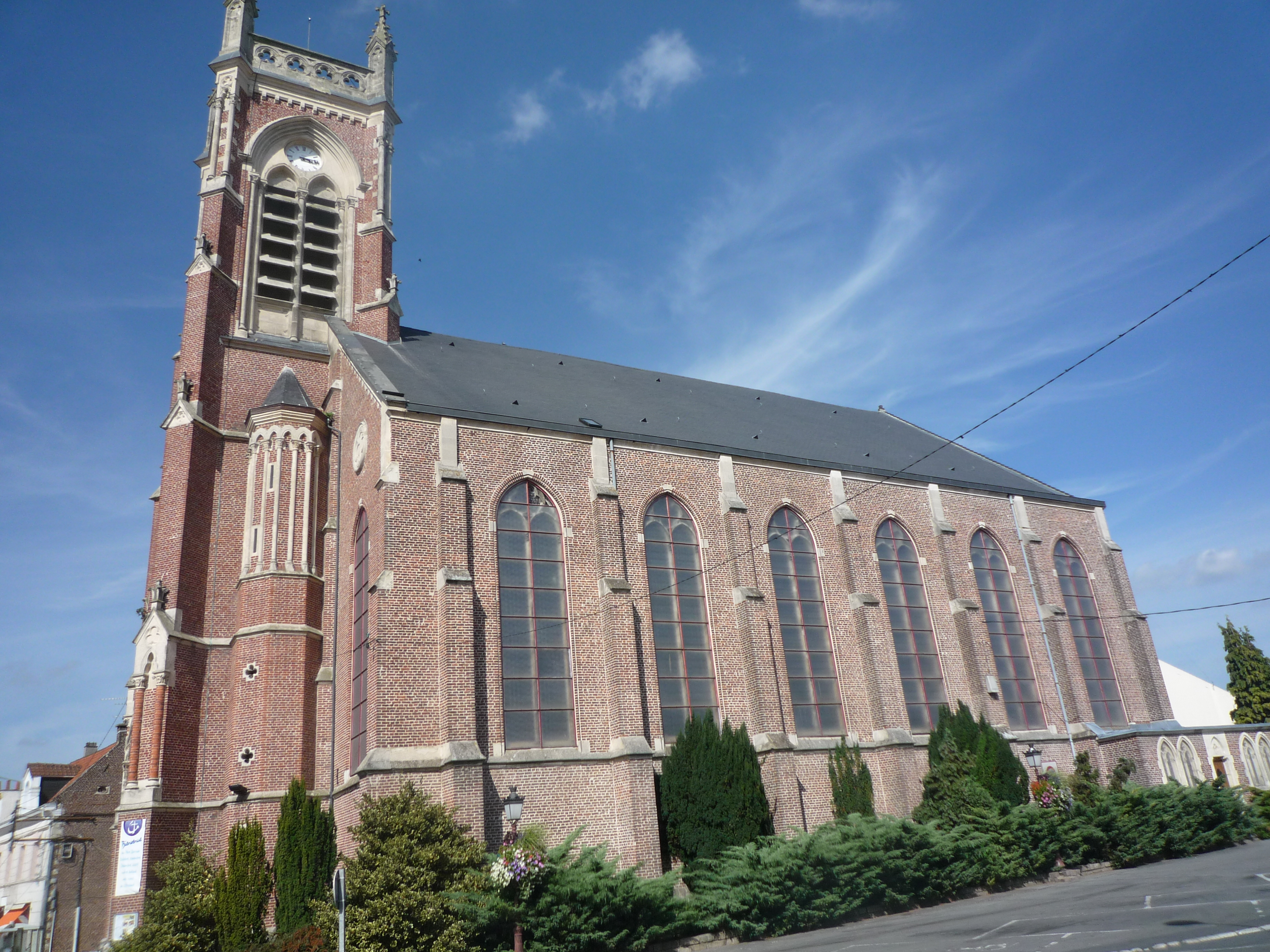
Côté Sud.
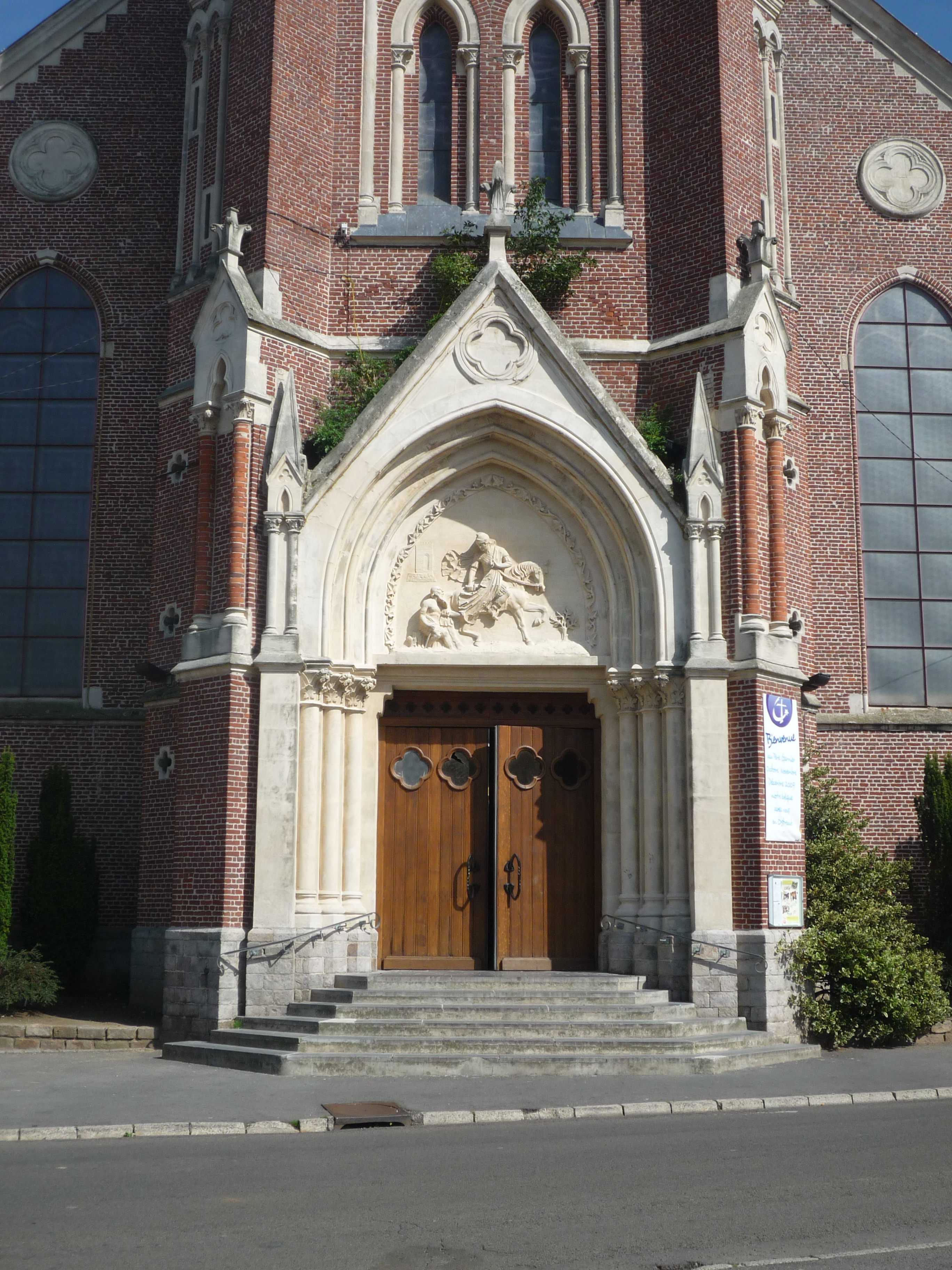
Le portail et son tympan.
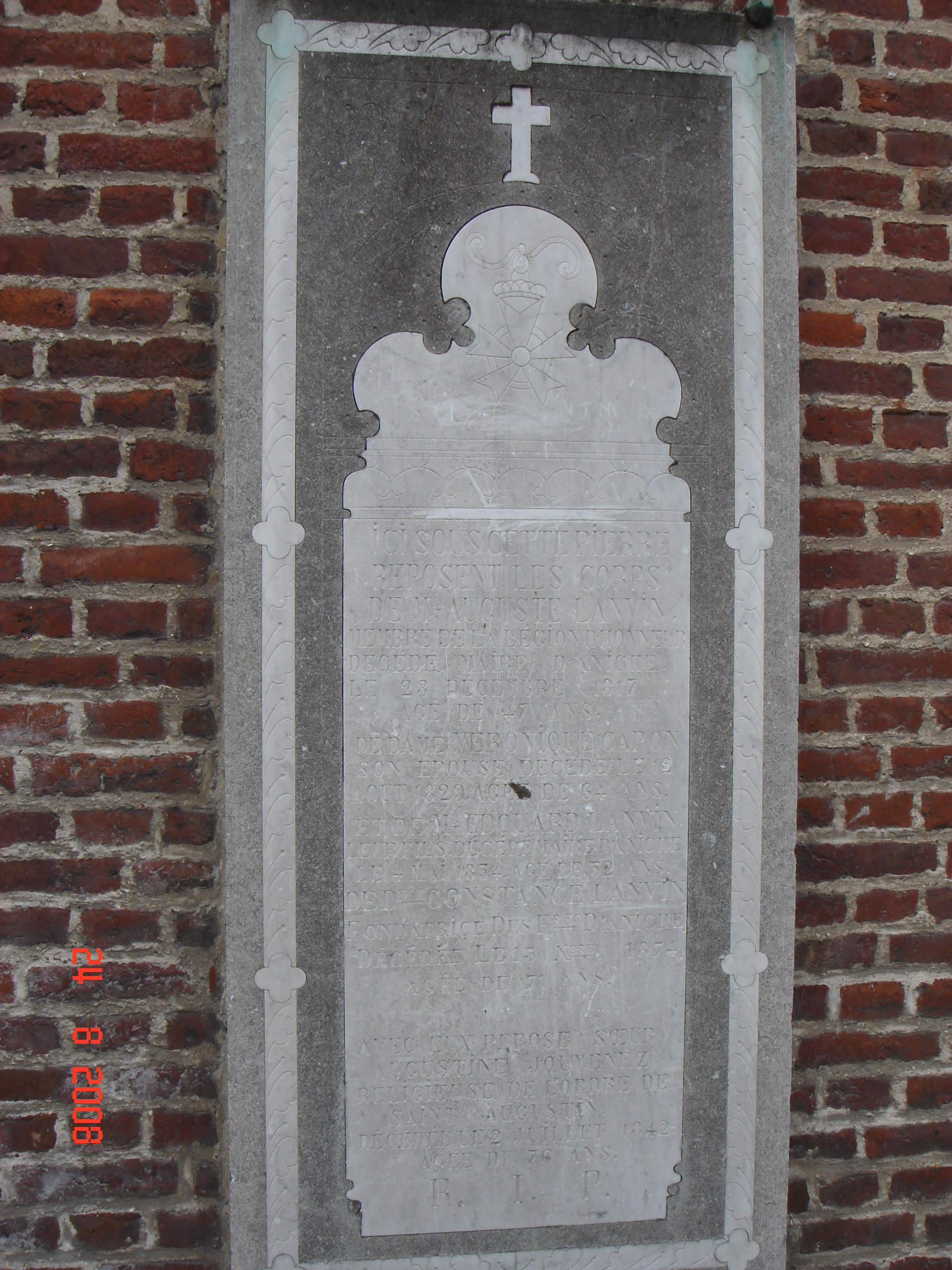
Pierre tombale du maire Lanvin.